# Czesław Skowronek
Czesław Skowronek (ur. 27 lutego 1937 w Gródku nad Bugiem) – polski ekonomista i polityk, wieloletni wiceminister (1986–1990), kierownik resortu rynku wewnętrznego w rządzie Jana Krzysztofa Bieleckiego (1991).

## Życiorys
Ekonomista, absolwent Wydziału Przemysłu Szkoły Głównej Planowania i Statystyki. W 1970 uzyskał stopień doktora w Wojskowej Akademii Politycznej im. Feliksa Dzierżyńskiego, w 1977 habilitował w Wyższej Szkole Nauk Społecznych przy KC PZPR, a w 1980 uzyskał tytuł naukowy profesora. Wykładowca Szkoły Głównej Planowania i Statystyki, Wojskowej Akademii Politycznej oraz Uniwersytetu Marii Curie-Skłodowskiej.
W latach 1957–1964 pracownik Zarządu Zaopatrzenia Ministerstwa Przemysłu Ciężkiego w Warszawie, a następnie Zjednoczenia Przemysłu Okrętowego oraz Fabryki Samochodów Osobowych.
Od 1969 pracownik Komisji Planowania przy Radzie Ministrów oraz Zakładu Naukowo-Badawczego Gospodarki Materiałowej, a następnie od 1982 dyrektor Instytutu Gospodarki Materiałowej. W latach 1986–1987 podsekretarz stanu w Ministerstwie Gospodarki Materiałowej i Paliwowej, a po rozwiązaniu tego resortu w latach 1987–1991 podsekretarz stanu w Ministerstwie Rynku Wewnętrznego. Od 12 stycznia 1991 do 31 lipca 1991 był kierownikiem tego resortu w rządzie Jana Krzysztofa Bieleckiego.
W latach 1992–1996 dyrektor Głównego Zarządu Rezerw Państwowych, a po jego przekształceniu w Agencję Rezerw Materiałowych został jej pierwszym prezesem, którą to funkcję pełnił w latach 1996–2003.
Autor publikacji z dziedziny ekonomii. Pełni funkcję wiceprezesa Polskiego Towarzystwa Ekonomicznego – Profit Sp. z o.o.. Pełnił również funkcję wiceprezesa oddziału warszawskiego Polskiego Towarzystwa Ekonomicznego. 

## Odznaczenia
- Krzyż Oficerski Orderu Odrodzenia Polski (1987)[1]
- Krzyż Kawalerski Orderu Odrodzenia Polski (1978)[1]
- Srebrny Krzyż Zasługi (1972)[1]

## Wybrane publikacje
- Sterowanie zapasami produkcyjnymi: problemy ekonomiczne, Warszawa 1977
- Analiza ekonomiczna gospodarki materiałowej w przedsiębiorstwie, Polskie Towarzystwo Ekonomiczne, Dyrekcja Szkolenia Ekonomicznego w Katowicach, Katowice 1979
- (wraz z Czesławem Dąbrowskim), Wybrane problemy ekonomiki przemysłu, Wojskowa Akademia Polityczna im. F. Dzierżyńskiego, Wydział Nauk Ekonomicznych, Warszawa 1980
- Funkcjonowanie systemu zaopatrzenia materiałowo-technicznego w latach 1986-1990. 1. Aneks, Polskie Towarzystwo Ekonomiczne, Dyrekcja Szkolenia Ekonomicznego w Warszawie, Warszawa 1986 [sic!]
- Gospodarka materiałowa w przedsiębiorstwie w II etapie reformy gospodarczej, Instytut Organizacji Przemysłu Maszynowego, Warszawa 1987
- (wraz ze Zdzisławem Sarjusz-Wolskim), Logistyka w przedsiębiorstwie, Polskie Wydawnictwo Ekonomiczne, Warszawa 2008